# Johan de Witt
Johan De Witt (Dordrecht, 24 de setembro de 1625 – Haia, 20 de agosto de 1672) foi um advogado, matemático e estadista neerlandês  que desempenhou um papel chave no contexto político do Primeiro Período Sem Estatuder (em neerlandês: Eerste Stadhouderloze Tijdperk), assim intitulado por cinco das sete províncias não possuírem um estatuder, que coincidiu com o Século de Ouro. Eleito Grande Pensionário da Holanda pela primeira vez em 23 de julho de 1653, De Witt foi reeleito em 1658, 1663 e 1668, exercendo o cargo até a sua renúncia, em 4 de agosto de 1672, em meados do ano que ficou conhecido como o Ano do Desastre (em neerlandês: Rampjaar) devido às sucessivas derrotas nos conflitos contra a França, Inglaterra e os principados germânicos de Colônia e Münster.
O cenário de carestia que se instalou nas províncias devido às perdas militares resultou no acirramento das tensões entre os apoiadores de um regime republicano, como De Witt, e os apoiadores da dinastia Orange-Nassau, que desejavam a nomeação de Guilherme III como estatuder. Em 20 de agosto de 1672, mesmo após a sua renúncia, De Witt e seu irmão, Cornelis De Witt, foram assassinados e linchados por uma multidão enfurecida, tendo seus corpos mutilados expostos em praça pública e, possivelmente, canibalizados.

## Biografia
Nascido no seio de uma família patriarcal neerlandesa ligada à política, era filho do Jacob De Witt e de Anna van den Corput, irmão mais novo de Cornelis De Witt e sobrinho de Cornelio De Graeff e Andries Bicker. Por seis vezes seu pai fora eleito burgomestre de Dordrecht, sendo o representante da cidade nos Estados Gerais, onde apresentou-se como um dos opositores às políticas de Guilherme II, o que levou a seu aprisionamento, em 1650, no castelo de Loevestein; com o auxílio do filho, Jacob De Witt foi liberado em 19 de agosto do mesmo ano, poucos meses antes da morte do príncipe, em 06 de novembro.
Como membro de uma importante família, o jovem De Witt, junto de seu irmão, teve uma educação privilegiada para a época, cursando sua educação primária em uma escola de latim da região antes de dirigir-se à Universidade de Leiden , onde graduou-se em Direito e Matemática. Durante sua estádia em Leiden, de Witt morou na casa de Frans Van Schooten Sr., matemático e docente da universidade, sendo seu discípulo e estudando ao lado de figuras como Christiaan Huygens, Johannes Hudde e o próprio filho de Van Schooten, Frans Van Schooten . 
Uma vez graduado, De Witt estabeleceu-se em Haia, advogando sob a tutela de John Van Andel até 21 de dezembro de 1650, quando ascendeu ao cargo de pensionário de Dordrecht, sucedendo à Nicolaas Ruys . 
Em 1653, com o apoio de De Graef, De Witt passou a ocupar o posto de grande pensionário (em neerlandês: raadpensionaris) da então província da Holanda. Na ausência de um estatuder, e sendo a Holanda a mais rica e influente das províncias neerlandesas do período, o cargo tornou De Witt um dos homens mais importantes da República das Sete Províncias Unidas dos Países Baixos; uma vez que a influência do grande pensionário se estendia às finanças e ao Executivo, De Witt governava, de facto, as províncias como um todo.
Em 1655, De Witt se casa com Wendela Bicker, uma das filhas de Johan Bicker, burgomestre de Amsterdã, com Agneta de Graeff van Polsbroek, herdeira de uma importante família oligárquica da cidade. O matrimônio trouxe ainda mais influência para De Witt, visto que estabeleceu conexões com o patriciado da região. O casal teve oito filhos ao longo de seu casamento, mas apenas quatro chegaram à vida adulta: Anna de Witt, Agnes de Witt, Maria de Witt e Johan de Witt Jr. 

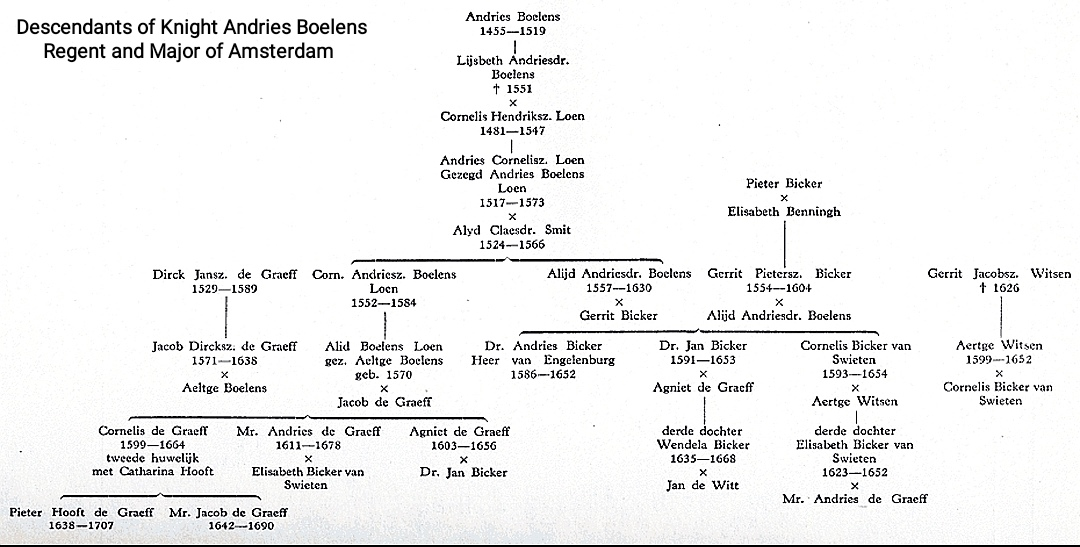
Panorama geral das relações familiares entre as oligarquias de Amsterdã, das dinastias Boelens Loen, De Graeff, Bicker (van Swieten) e Witsen, com Johan De Witt.

As tensões entre a facção republicana (em neerlandês: Staatsgezinde partij) e o movimento orangista (em neerlandês: prinsgezindheid) não se findou com a morte de Guilherme II, em 1650, uma vez que seu herdeiro, Guilherme III, nasceu poucos dias antes de sua morte. Os orangistas reividicavam que Guilherme III fosse eleito estatuter, honrando o legado de seus antepassados, com um regente a exercer o cargo até sua maioridade, enquanto os defensores do poder dos regentes e da República, sendo De Witt uma das lideranças mais significantes, procurava eliminar a possibilidade de sucessão de Guilherme III ou, não sendo possível fazê-lo, então postergá-la ao máximo. A exemplo disso, têm-se um adendo secreto, o Ato de Isolamento, no Tratado de Westminster de 1654, que deu fim à Primeira Guerra Anglo-Holandesa. Oliver Cromwell, visando frustrar qualquer apoio dos Orange aos Stuart, demandou que a Holanda impedisse a eleição de Guilherme III, ou qualquer membro de sua família, ao cargo de estatuter. Uma vez descoberto, o Ato tensionou ainda mais o cenário político neerlandês, por mais que, a curto prazo, De Witt tenha conseguido manter no governo sem maiores conturbações advindas dessa revelação, visto que a questão da sucessão de Guilherme III persistiu ao longo de toda sua duração.
Procurando, em certa medida, controlar os ânimos gerais e limitar as influências realistas sobre o jovem príncipe, sob a orientação de De Witt e De Graeff, a educação de Guilherme III, até então controlada por sua mãe, Maria, e sua avó paterna, Amália de Solms-Braunfels, passou a ser responsabilidade do Estado, em 1660, com a finalidade de assegurar-lhe as capacidades necessárias a sua futura função governamental, já que esta aparentava ser cada vez mais inevitável.
Tal domínio republicano sobre o futuro de Guilherme III, contudo, não se prolonga por muito tempo, devido à intervenção de Charles II, seu tio materno. Inicialmente, mesmo após sua restauração ao trono inglês, Charles II não demonstrou particular interesse em interferir nas políticas neerlandesas para elevar seu sobrinho ao cargo de estatuter, mantendo relações amistosas com De Witt. Porém estas rapidamente se deterioraram com o Ato de Navegação e a morte de Maria, cujas ambições em retomar o cargo de estatuter para o filho sempre foram bastante claras e refletiram-se em seu pedido para que seu irmão e sua mãe, Henriqueta Maria,  tomassem conta de Guilherme III. Esse eventos fizeram com que a República recuasse, em 1661, e abrisse mão de sua influência na educação do príncipe, permitindo que a tutela do jovem fosse partilhada entre Charles II e Amália.
Com o advento da Segunda Guerra Anglo-Holandesa, De Witt forja, em 1666, um acordo com Amália e torna Guilherme III uma "Criança do Estado", de modo que a República fica completamente encarregada por sua educação, sendo o próprio De Witt um dos responsáveis por ministrar lições semanais ao príncipe. Embora a relação entre os dois fosse civil, Guilherme III nutria um notável ressentimento pelo grande pensionário, uma vez que De Witt retirou importantes amigos do círculo de convivência do jovem, por considerá-los influências pró-inglesas, em um contexto político no qual a intervenção inglesa apresentava-se como um risco ao governo republicano defendido por De Witt.
De fato, uma das exigências feitas por Charles II para assegurar novamente a paz entre as duas nações era que Guilherme III tivesse acesso aos cargos políticos que pertenceram aos seus antepassados, uma manobra que buscava posicionar alguém dentro do regime neerlandês que fosse inegavelmente favorável à Inglaterra, frente aos avanços na aliança entre a República e a França, e que encontrou apoio entre as parcelas orangistas da população e do governo.
Conforme a maioridade de Guilherme III se aproximava, as opções de De Witt para evitar sua ascensão diminuíram. Embora De Witt tivesse preferido que o príncipe não adentrasse à vida política, em uma tentativa de satisfazer tanto aos republicanos quanto aos orangistas, foi estabelecido o Decreto Perpétuo de 1667 (em neerlandês: Eeuwig Edict), que promulgava a abolição permanente da posição de estatuter na província da Holanda, bem como a separação entre os ofícios de estatuter e o de capitão-general das Províncias Unidas, uma das posições visadas pelos apoiadores de Guilherme III, a qual o jovem alcançaria, apesar da pouca idade e falta de experiência, em 1671. Junto às pressões internas, as ações militares de Luís XIV contra os Países Baixos Espanhóis também forçaram a mão de De Witt em oferecer uma concessão à Guilherme III, permitindo sua admissão ao Conselho de Estado (em neerlandês: Raad van State) em troca da promessa das demais províncias em cumprir com o Decreto. 
A Guerra da Devolução levou De Witt a firmar uma aliança com o Império Sueco e Charles II, como precaução aos possíveis avanços militares franceses, apesar dos interesses comerciais divergentes que existiam entre as Províncias e a Inglaterra tensionarem a relação de ambas até eclodirem na Terceira Guerra Anglo-Holandesa. A traição de Charles II, ao formar um pacto com Luís XIV através do Tratado de Dover, deu início ao fim da Era de Ouro Holandesa. Em 1672, o regime republicano tão defendido De Witt, apesar de sua posição já se encontrar bastante enfraquecida, sofreu um golpe fatal quando Inglaterra e França declaram guerra aos Países Baixos. As províncias abandonam, uma a uma, o Decreto e elegem Guilherme III a posição de estatuter.
As muitas inimizades adquiridas ao longo de sua carreira política levam a uma tentativa de assassinato, em 21 de junho do mesmo ano, que deixam De Witt gravemente ferido e o afasta da vida pública. Mesmo sua renúncia ao cargo de grande pensionário, em 4 de agosto, não foi o suficiente para apaziguar a situação, e poucos dias depois de sua abdicação, em 20 de agosto, ao visitar seu irmão Cornelis, que se encontrava preso acusado de traição, ambos foram capturados pela milícia civil e brutalmente assassinados, tendo os seus corpos horrivelmente mutilados pela multidão e expostos na praça central de Haia, no patíbulo Groene Zoodje. A língua de De Witt, e um dos dedos de Cornelis, foram preservados em sal como uma mórbida recordação do evento e encontram-se atualmente na posse do Museu Histórico de Haia.

Obras

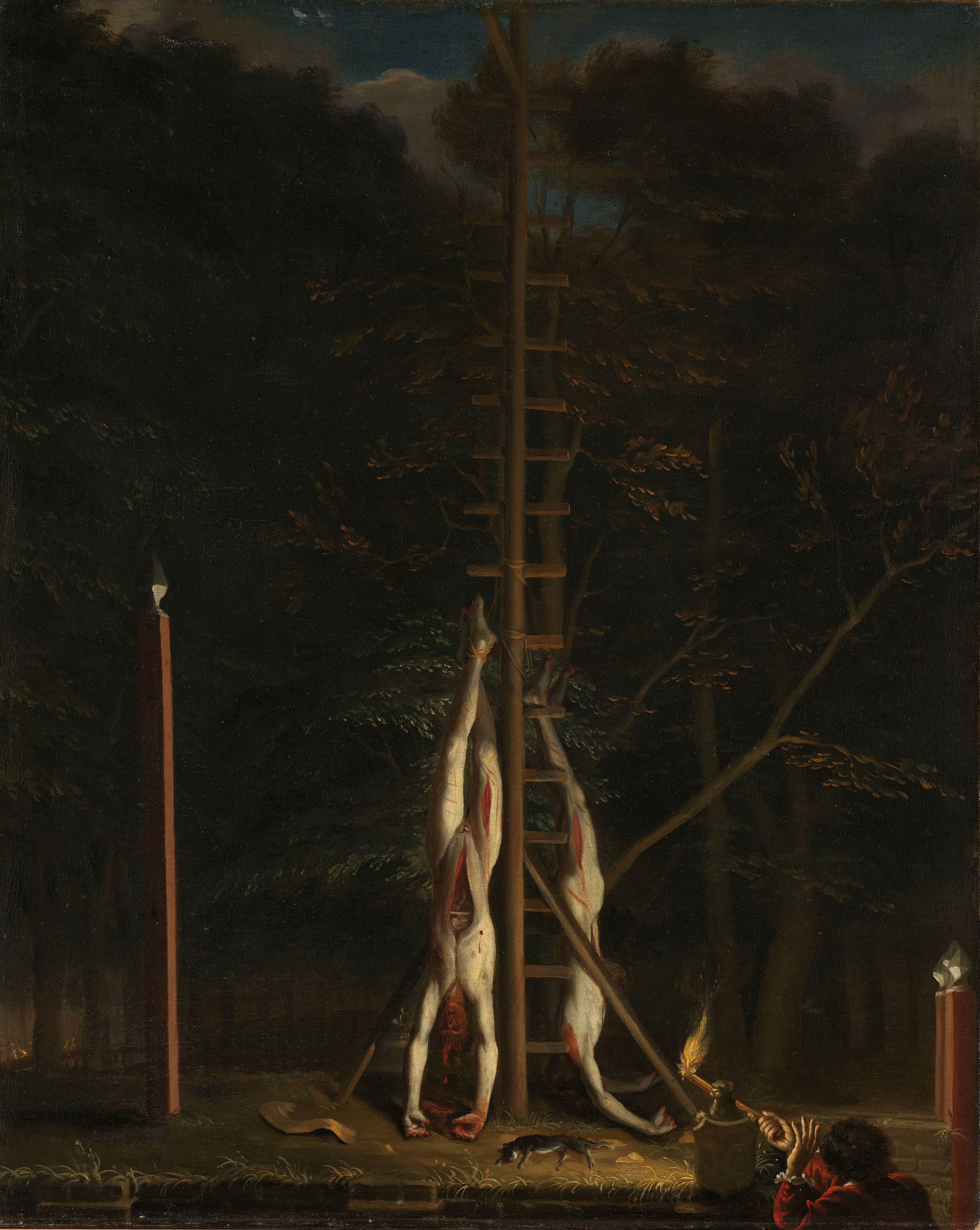
Os corpos dos irmãos De Witt, por Jan de Baen.

Os interesses matemáticos e econômicos de De Witt, presentes mesmo antes de sua carreira política, vieram à tona quando ele apresentou à Assembleia Nacional, em 30 de julho de 1671, seu tratado "O Valor da Anuidade Vitalícia Comparado ao Resgate de Títulos" (em neerlandês: Waardije van Lyf-renten naer Proportie van Los-renten), com o intuito de respaldar sua posição política ao elencar como as rendas vitalícias são uma forma de financiamento mais vantajosa em comparação a outras formas, mais instáveis.
- Elementa Curvarum Linearum (1659)
- Value of Life Annuities (1671)

## Galeria

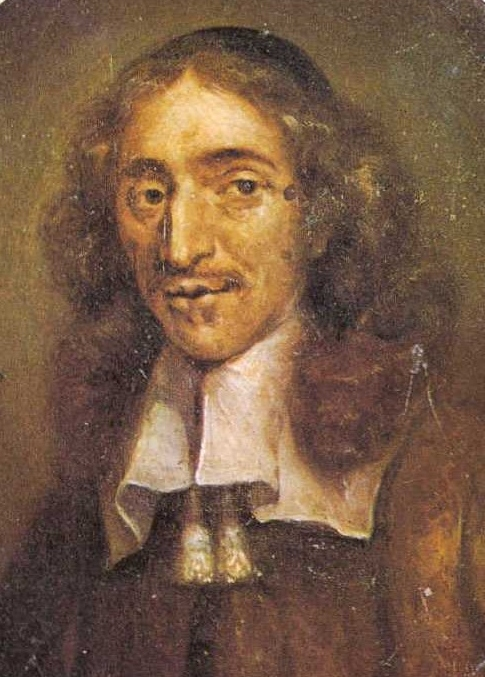
Retrato de Johan de Witt.
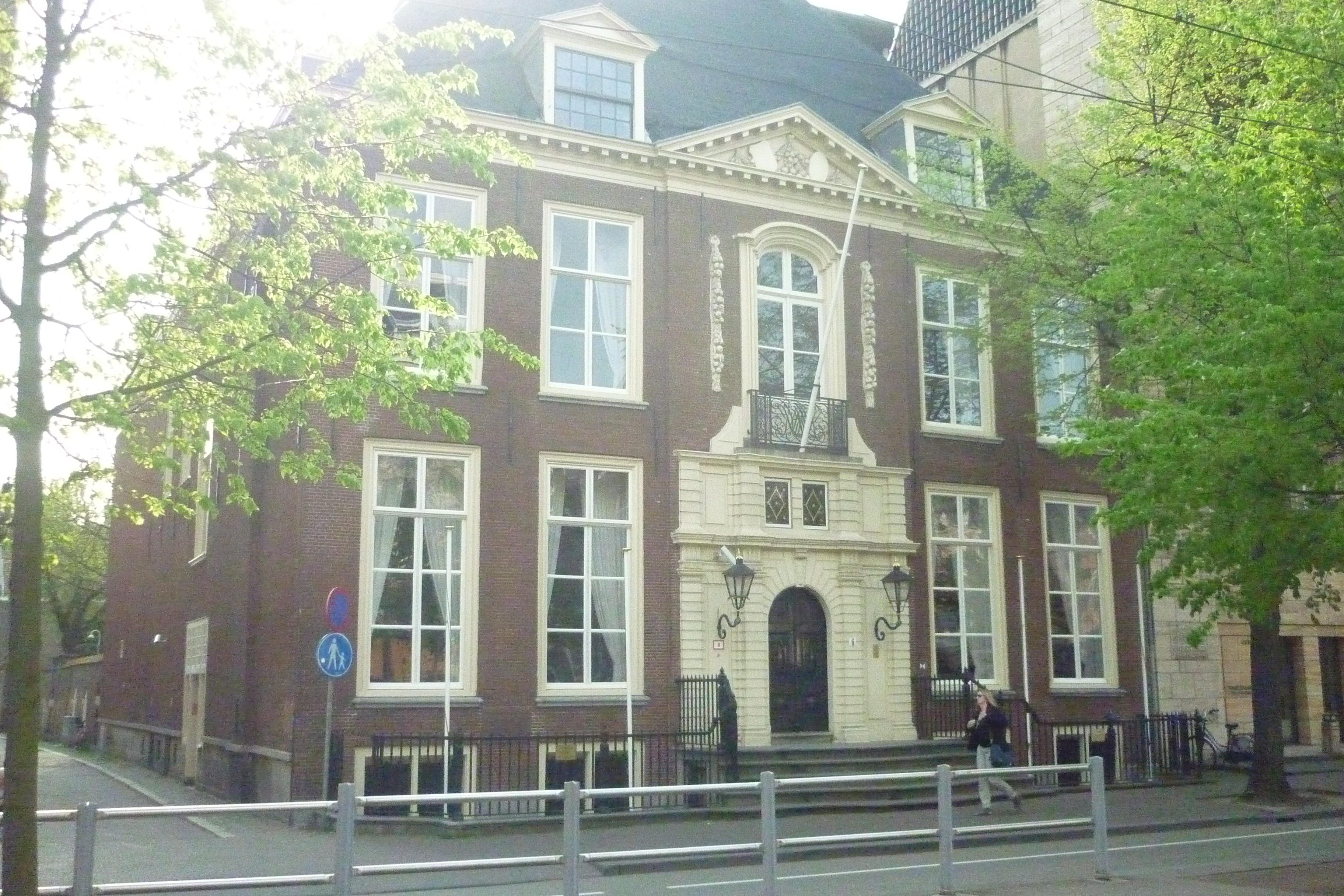
Mansão de Johan de Witt em Kneuterdijk.
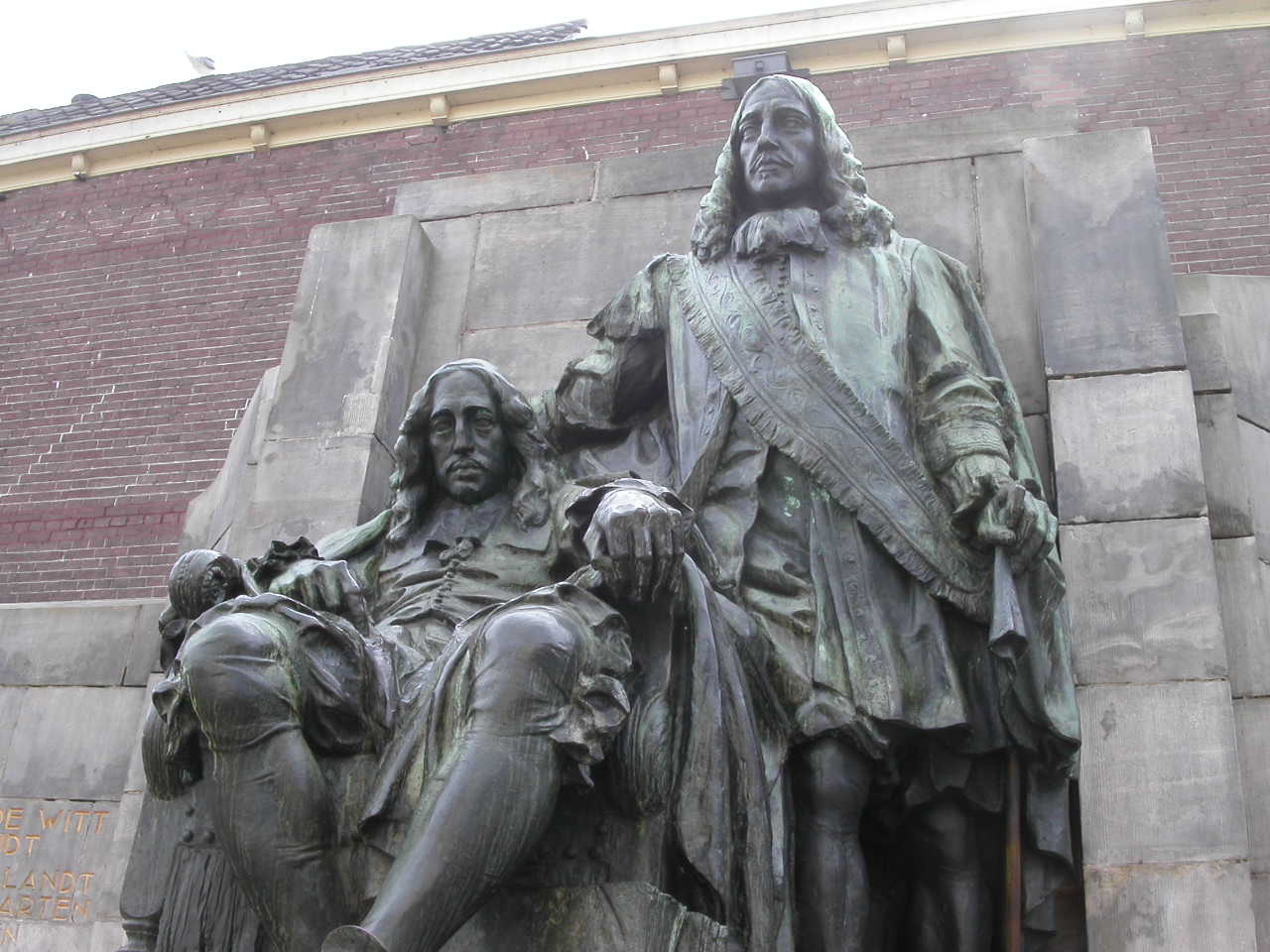
Estatua de Johan e seu irmão Cornelis de Witt em Dordrecht.
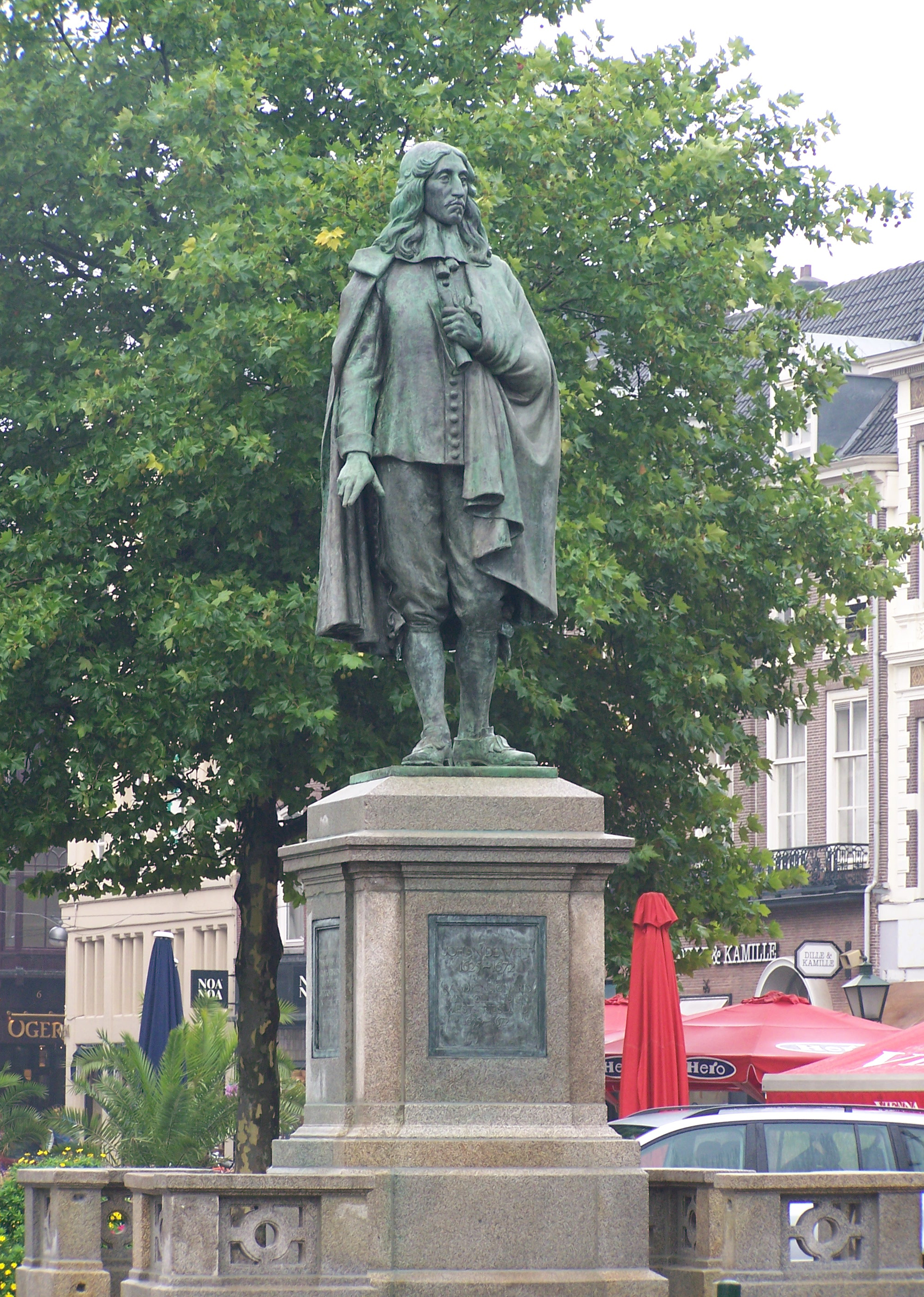
Estátua de Johan de Witt na Haia.
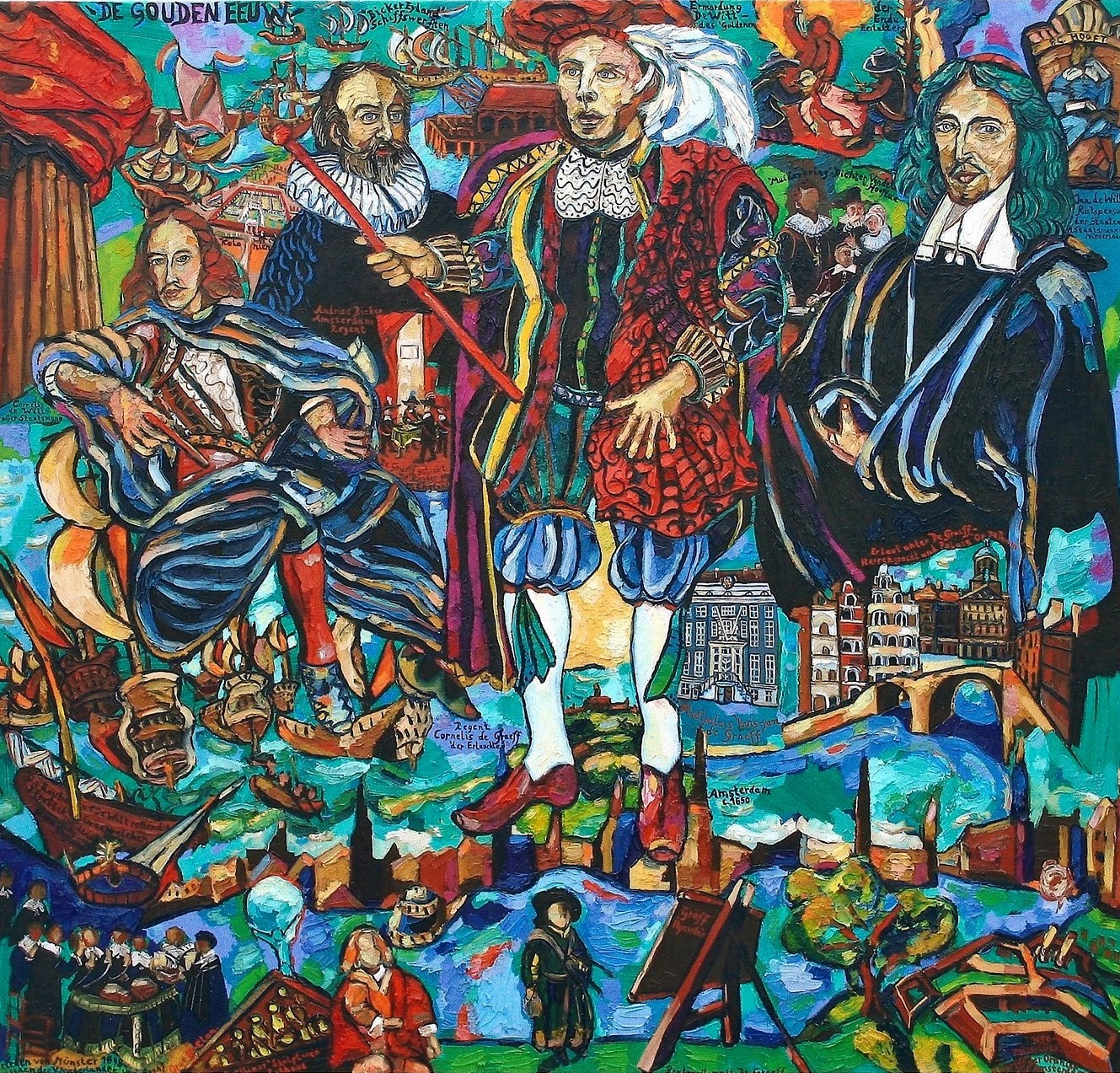
Pintura histórica “De Gouden eeuw” sobre a família De Graeff na Século de Ouro dos Países Baixos. Os protagonistas são mostrados em torno de Cornelis de Graeff (centro) e seus parentes Johan de Witt (direita), Cornelis de Witt (esquerda) e Andries Bicker (segundo a partir da esquerda), bem como alguns eventos notáveis da época. (Pintura de Matthias Laurenz Gräff, 2007).
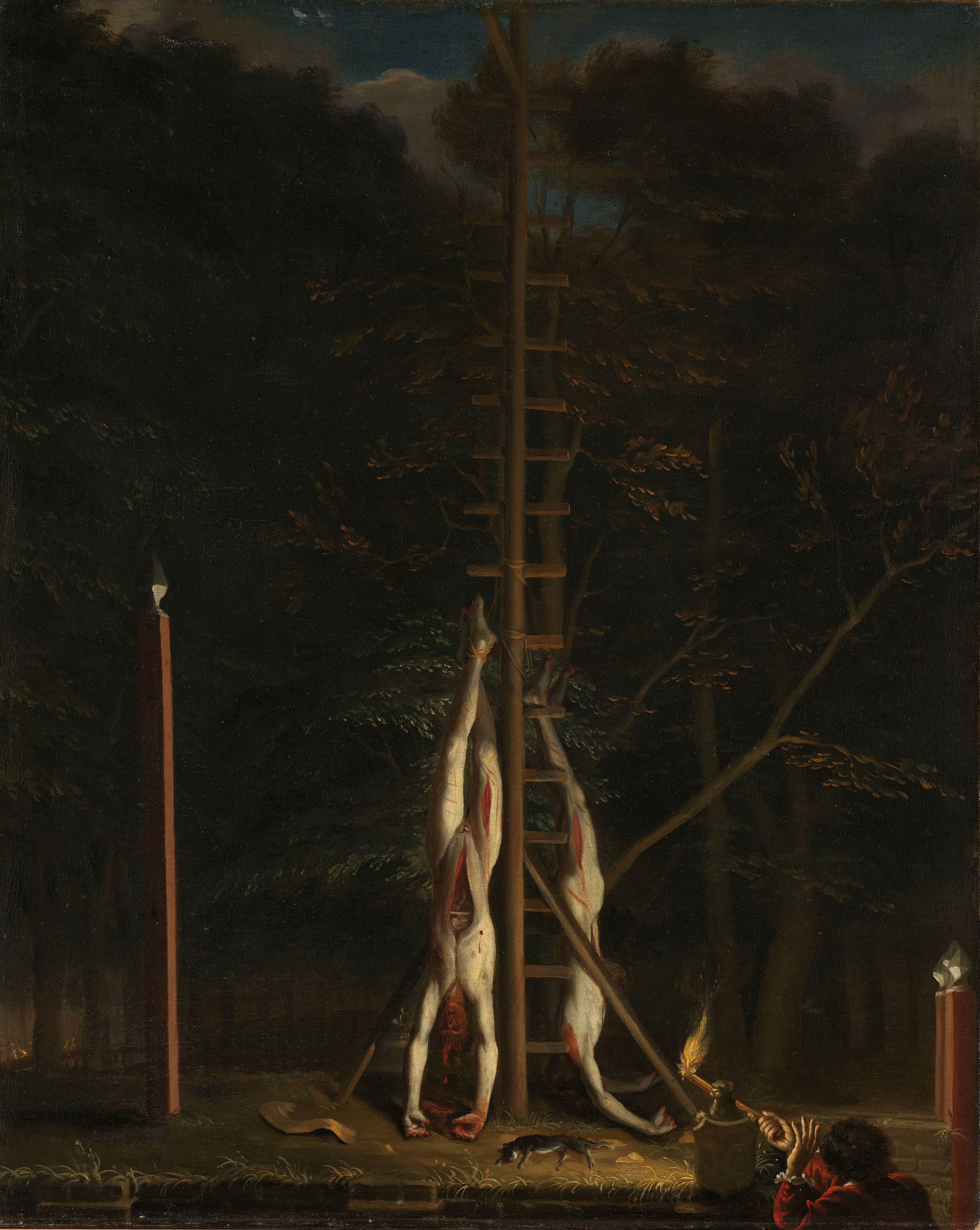
Os corpos dos irmãos De Witt, por Jan de Baen.